# Oskar Matulla
Oskar Matulla (* 4. November 1900 in Wien; † 13. Oktober 1982 ebenda) war ein österreichischer Grafiker, Maler und Schriftsteller.

## Leben
Oskar Matulla wurde 1900 in Wien als Sohn eines Schlossermeisters geboren. Nach der Volks- und Bürgerschule besuchte er die Lehrerbildungsanstalt und 1918–1920 die Kunstgewerbeschule Wien bei Franz Cizek. Nach einer Assistentenzeit bei Cizek war er im Schuldienst als Zeichenlehrer in Bruck an der Leitha tätig. 1927 war er erneut an der Kunstgewerbeschule, nun bei Erich Mallina, um sich mit der Technik des Holzstiches zu befassen. 1929 wurde er Mitglied im Zentralverband bildender Künstler Österreichs und nach dem Anschluss Österreichs Referent für Malerei in der Reichskammer der bildenden Künste. Ab 1940 war er wieder als Kunsterzieher eingesetzt. 
Nach dem Zweiten Weltkrieg hielt er sich bis 1947 in Hengersberg bei Passau auf, wo er Mitglied der Donau-Wald-Gruppe wurde – eines losen Zusammenschlusses bildender Künstler, die im Gebiet oder dem Einzugsbereich des Bayerischen Waldes lebten und arbeiteten. 1947 kehrte er nach Niederösterreich zurück, war wohnhaft in Perchtoldsdorf und gab den Schuldienst auf. Von 1948 bis 1950 war er zu erneuten Studien an der Graphischen Lehr- und Versuchsanstalt und 1949 bei Josef Dobrowsky auf der Akademie der bildenden Künste Wien. 1955 war er in Paris in den Mourlot Studios zur Weiterbildung in den lithografischen Disziplinen.
1950 wurde er Mitglied der Wiener Secession und 1956 deren Vizepräsident. Er leitete nebenbei Malkurse an Wiener Volkshochschulen. 1964 war er der Gründer der Gruppe 64 als Vereinigung niederösterreichischer Künstler, diese Gruppe bestand bis 1972. Ebenso war er Mitglied der Wiener Neustädter Künstlervereinigung.
Neben Ölbildern und Aquarellen spielte die Grafik in Matullas Werk eine entscheidende Rolle, wobei die verschiedensten Techniken zur Anwendung kamen wie etwa Linol- und Holzschnitt, Kupfer- oder Steindruck. Ausgeführt wurden die Arbeiten als: „figurativer, auf einfache Formen reduzierter Stil, angereichert durch kubistische Kleinformen“.
Die Stadt Wiener Neustadt benannte die Oskar-Matulla-Gasse nach dem Künstler.

## Ehrungen
- 1962: Professor
- 1963: Kulturpreis für bildende Kunst des Landes Niederösterreich
- 1969: Premio int. Amicizia Europea Santhia Piemont
- 1969: Gustav-Klimt-Ehrung der Secession
- 1970: 1. Hörspielpreis des Landes Nordrhein-Westfalen
- 1981: Österreichisches Ehrenkreuz für Wissenschaft und Kunst

## Werke (Auswahl)
Oskar Matulla

Selbstportrait, 1951, Öl

Link zum Bild

(Bitte Urheberrechte beachten)

### Maler
- Selbstbildnis, 1920, Linolschnitt
- Stadt am Meer, 1929, Öl
- Kardatschen im Burgenland, 1939, Öl
- Schloss Rannersdorf, 1951, Öl
- Selbstportrait, 1951, Öl
- Selbstportrait, 1952, Lithographie
- Bretonin, 1954, Öl
- Etrurien, 1957, Casein
- In der Mendling, 1961, Öl
- Trattenbacher Landschaft, 1961, Öl
- Istanbul, 1970, Öl
- Toskana, 1972, Aquarell[4]

### Illustrator
- Ilse Tielsch: Herbst mein Segel. mit Farbholzschnitten von Oskar Matulla, Tusch-Druck, Wien 1967
- Sommer gab es nur in Schlesien – Heiteres und Besinnliches von schlesischen Erzählern. Jochen Hoffbauer (Hrsg.), Oskar Matulla (Illustr.), Erdmann, Tübingen 1972 DNB 730411648.

### Autor
- Verfasser zahlreicher Artikel für das Österreichische Biographische Lexikon 1815–1950 (ÖBL)
- O. Matulla: Hainburg an der Donau. In: Peter Roseggers Heimgarten Heft 17, 1934[5]
- O. Matulla, Alois Vogel (Hrsg.): Gruppe 64, Bildende Kunst in Niederösterreich. Faber, Krems 1967, DNB 573592608.
- O. Matulla, Hanns Egon Wörlen: Donauwaldgruppe 1946 – 1968. Gogeissl Verlag, Passau 1969
- O. Matulla: Donauwaldgruppe DWG Niederbayern. Graphik-Malerei-Plastik. Katalog zu den Ausstellungen in Krems, Wien u. Wiener Neustadt, Mai – Juli 1973.

## Ausstellungen (Auswahl)
- Niederdonau – Mensch und Landschaft: Kunstausstellung im Ausstellungshaus. Wien 1, Friedrichstr. 12, ehem. Sezession; 11. April bis 3. Mai 1942
- Oskar Matulla : Ölbilder, Aquarelle, Pastelle. 25. Jänner – 19. Februar 1978, Landesgalerie im Schloss Esterházy, Eisenstadt
- Oskar Matulla zum 80. Geburtstag – Malerei, Graphik, Druckgraphik, Illustrationen. Stadtmuseum St. Pölten, 15. März – 17. April 1980. NÖ Dokumentationszentrum für Moderne Kunst
- Oskar Matulla – Malerei und Grafik. NöArt Galerie, Karlsplatz 5, Wien, 11. August – 5. Sept. 1981.[6]
- Oskar Matulla, Maler und Grafiker 1900–1982, 6. Oktober – 4. November 2000, DOK – NÖ Dokumentationszentrum für Moderne Kunst, St. Pölten[4]
- Korrespondenzen II –  Die Künstler der Donau-Wald-Gruppe, Dezember 2012 – März 2013, Museum Moderner Kunst, Passau[7]